# 山西水库列表
至2007年，山西省共有大型水库7座，按库容量依次为汾河水库、册田水库、漳泽水库、关河水库、汾河二库、后湾水库、文峪河水库。
根据中华人民共和国水利部发布的《中国水库名称代码》（中华人民共和国行业标准SL259-2000）将山西省所有大型水库及中型水库按水系列表如下。

## 大型水库
| 名称       | 水系     | 总库容 亿立方米 | 位置                               | 备注 |
| ---------- | -------- | --------------- | ---------------------------------- | ---- |
| 万家寨水库 | 黄河     | 8.96            | 山西省偏关县、内蒙古自治区准格尔旗 |      |
| 汾河水库   | 汾河     | 7.21            | 娄烦县下石家庄                     |      |
| 册田水库   | 桑干河   | 5.80            | 大同县西册田乡                     |      |
| 漳泽水库   | 浊漳河   | 4.27            | 长治市                             |      |
| 关河水库   | 浊漳北源 | 1.40            | 武乡县城关镇                       |      |
| 汾河二库   | 汾河     | 1.33            |                                    |      |
| 后湾水库   | 浊漳西源 | 1.30            | 襄垣县                             |      |
| 文峪河水库 | 文峪河   | 1.08            | 文水县北峪口村                     |      |

## 永定河水系
| 孤峰山水库 | 天镇县东沙河   |
| 册田水库   | 大同县西册田乡 |
| 东榆林水库 | 朔城区大夫庄   |
| 薛家营水库 | 应县薛家营乡   |
| 镇子梁水库 | 应县           |
| 恒山水库   | 浑源县东坊城   |
| 下米庄水库 | 怀仁县马辛庄   |
| 文瀛水库   | 大同市         |
| 赵家窑水库 | 大同古镇北     |
| 十里河水库 | 左云县         |

## 子牙河水系
- 孤山水库 繁峙县横涧乡
- 下茹越水库 繁峙县下茹越
- 神山水库 原平市大牛店
- 观上水库 原平市闫庄镇
- 米家寨水库 忻州市扬胡乡
- 双乳山水库 忻州市温庄乡
- 唐家湾水库 五台县唐家湾
- 大石门水库 平定县大石门
- 水峪水库 昔阳县白羊峪
- 郭庄水库 昔阳县郭庄

## 漳卫南运河水系
- 关河水库 武乡县城关镇
- 云竹水库 榆社县云竹镇
- 后湾水库 襄垣县
- 圪芦河水库 沁县樊村乡
- 月岭山水库 沁县故县镇
- 鲍家河水库 长子县碾张乡
- 申村水库 长子县石哲乡
- 漳泽水库 长治市
- 陶清河水库 长治县东和乡
- 庄头水库 壶关县东崇贤
- 西堡水库 壶关县川底乡
- 屯绛水库 屯留县河神庙
- 石匣水库 左权县石匣

## 黄河干流水系
- 万家寨水库 偏关县万家寨
- 天桥水库 保德县
- 常门铺水库 右玉县
- 滴水沿水库 右玉县
- 阁老湾水库 兴县康宁镇
- 阳坡水库 临县
- 吴城水库 离石市
- 陈家湾水库 中阳县
- 吕庄水库 闻喜县
- 上马水库 运城市
- 苦池水库 运城市
- 中留水库 夏县

## 汾河水系
- 汾河水库 娄烦县下石家庄
- 曲亭水库 洪洞县曲亭乡
- 七一水库 襄汾县本贾乡
- 蔡庄水库 寿阳县
- 子洪水库 祁县峪口乡
- 庞庄水库 太谷县庞庄村
- 郭堡水库 太谷县王公乡
- 尹回水库 平遥县岳壁乡
- 文峪河水库 文水县北峪口村
- 张家庄水库 孝义市张家庄
- 涝河水库 临汾市郭竹乡
- 洰河水库 临汾市陈埝村
- 小河口水库 翼城县
- 浍河水库 曲沃县北董乡
- 浍河二水库 侯马市
- 柏叶口水库 交城县会立乡柏叶口村

## 沁河水系
- 张峰水库 沁水县郑庄镇